# Gasterocome contacta
Gasterocome contacta là một loài bướm đêm trong họ Geometridae.